# David Thomson, 3:e baron Thomson
David Kenneth Roy Thomson, 3:e baron Thomson av Fleet, född 12 juni 1957, är en kanadensisk affärsman. Sedan 2002 är han styrelseordförande för medieföretaget Thomson Corporation. Den amerikanska ekonomiskriften Forbes rankar Thomson som den 24:e rikaste i världen med en förmögenhet på $ 20,3 miljarder.
Thomson är delägare i True North Sports and Entertainment Ltd. som äger ishockeylagen Winnipeg Jets (NHL) och St. John's IceCaps (AHL).